# حصن لاهور
حصن لاهور، يعرف محلياً باسم Shahi Qila (لغة بنجابية، (بالأردوية: شاہی قلعہ)‏) هو معقل (مدينة) يقع في مدينة لاهور، البنجاب، باكستان. يقع في الزاوية الشمالية الغربية لمدينة لاهور المسورة في حديقة إقبال وهي إحدى أكبر الحدائق في الباكستان. وهو عبارة عن بناء شبه منحرف بني على مساحة 20 هكتار.

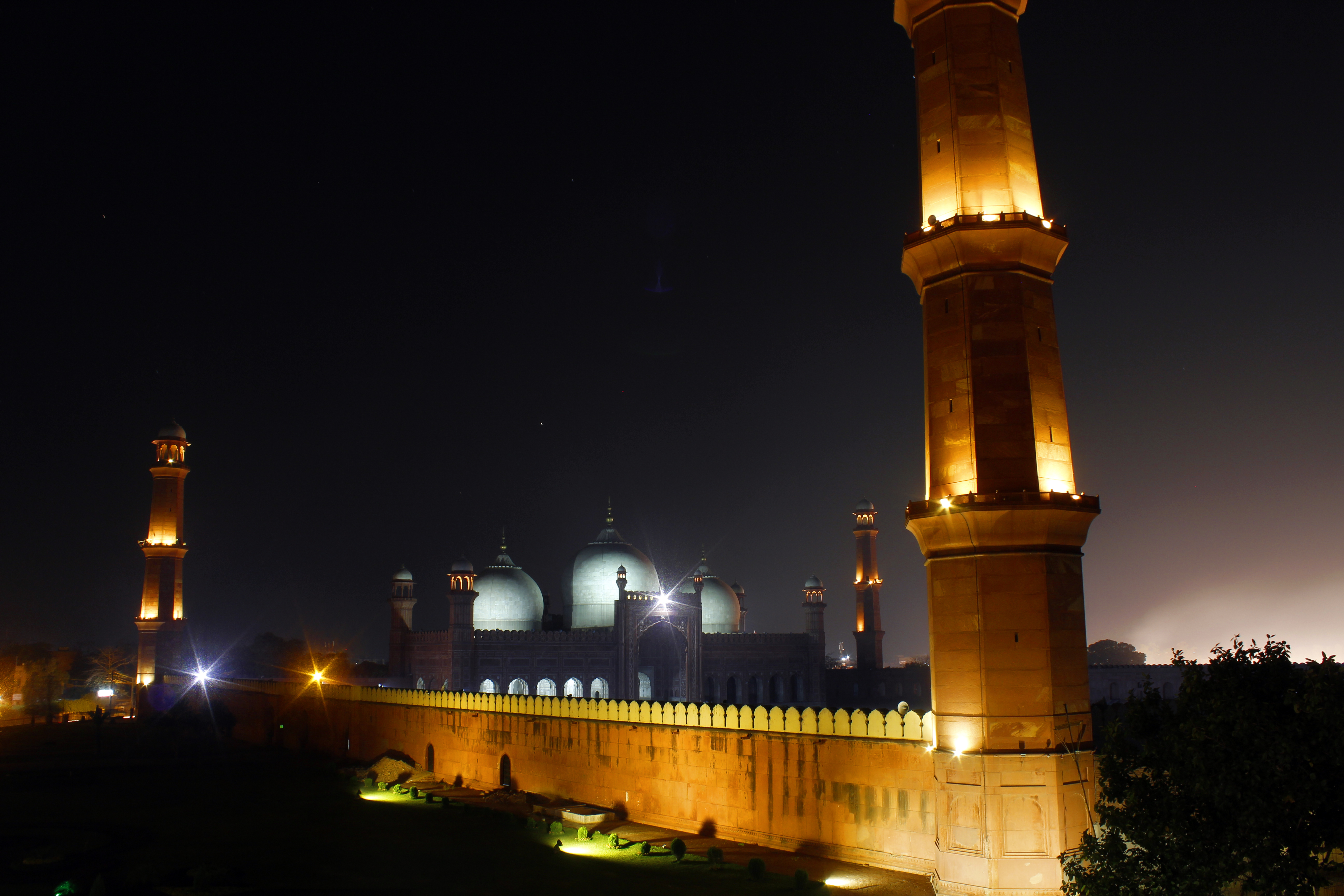
منظر ليلي لمسجد بنغالي

تعود أصول الحصن إلى العصور القديمة، لكن الهيكل الأساسي للحصن كان قد بني في عهد سلطنة مغول الهند - تحديداً في عهد الإمبراطور جلال الدين أكبر بين عامي 1556–1605 ثم تطوّر البناء باستمرار بواسطة عدد من أباطرة المغول، وأباطرة السيخ والحكام الإنجليز. له بوابتان تُعرف إحداهما باسم بوابة ألمغيري بناها الإمبراطور أورنكزيب عالم كير وتفتح هذه البوابة باتجاه مسجد بادشاهي والبوابة الأخرى أقدم وتعرف باسم بوابة ماستي (كلمة تعني «مسجدي» باللغة البنجابية) أو بوابة مسجدي وتفتح باتجاه بوابة ماستي وهي جزء من منطقة المدينة المسورة وبناها الإمبراطور جلال الدين أكبر. استخدمت بوابة ألمغيري حالياً كبوابة رئيسية بعد أن أغلقت بوابة ماستي بشكل دائم . يُظهر الحصن تقاليد العمارة المغولية الغنية. من المواقع الشهيرة التي يتضمنها الحصن: شيش محل لاهور، بوابة ألمغيري ، جناح نولكها، زمسجد موتي.
عام 1981، أدرجت منظمة اليونسكو حصن لاهور كموقع تراث عالمي مع حدائق شاليمار (لاهور). لكنه أدرج في قائمة مواقع التراث العالمي المعرضة للخطر بدءاً من عام 2000 ولا زال حتى الآن.
ويشار إلى أن الجناح الباكستاني في معرض إكسبو 2010 الذي أقيم في شانغهاي في الصين قد صُمم على هيئة حصن لاهور.

## معرض الصور

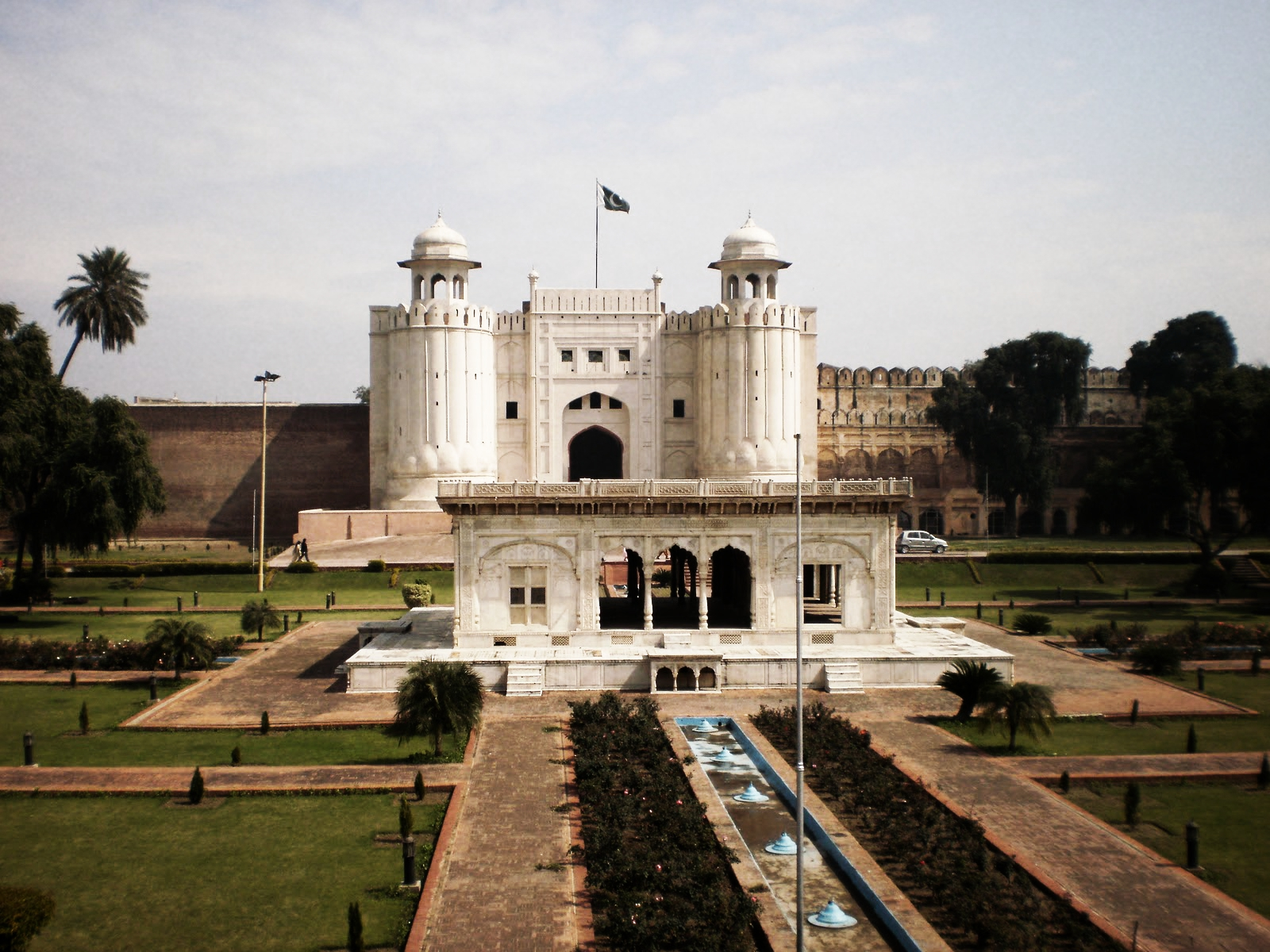
بوابة الأمغيري وحازوري باغ
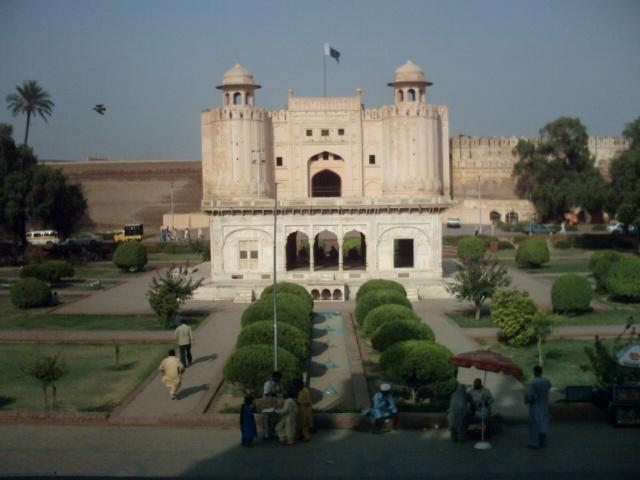
بوابة ألامغيري أمام الحصن
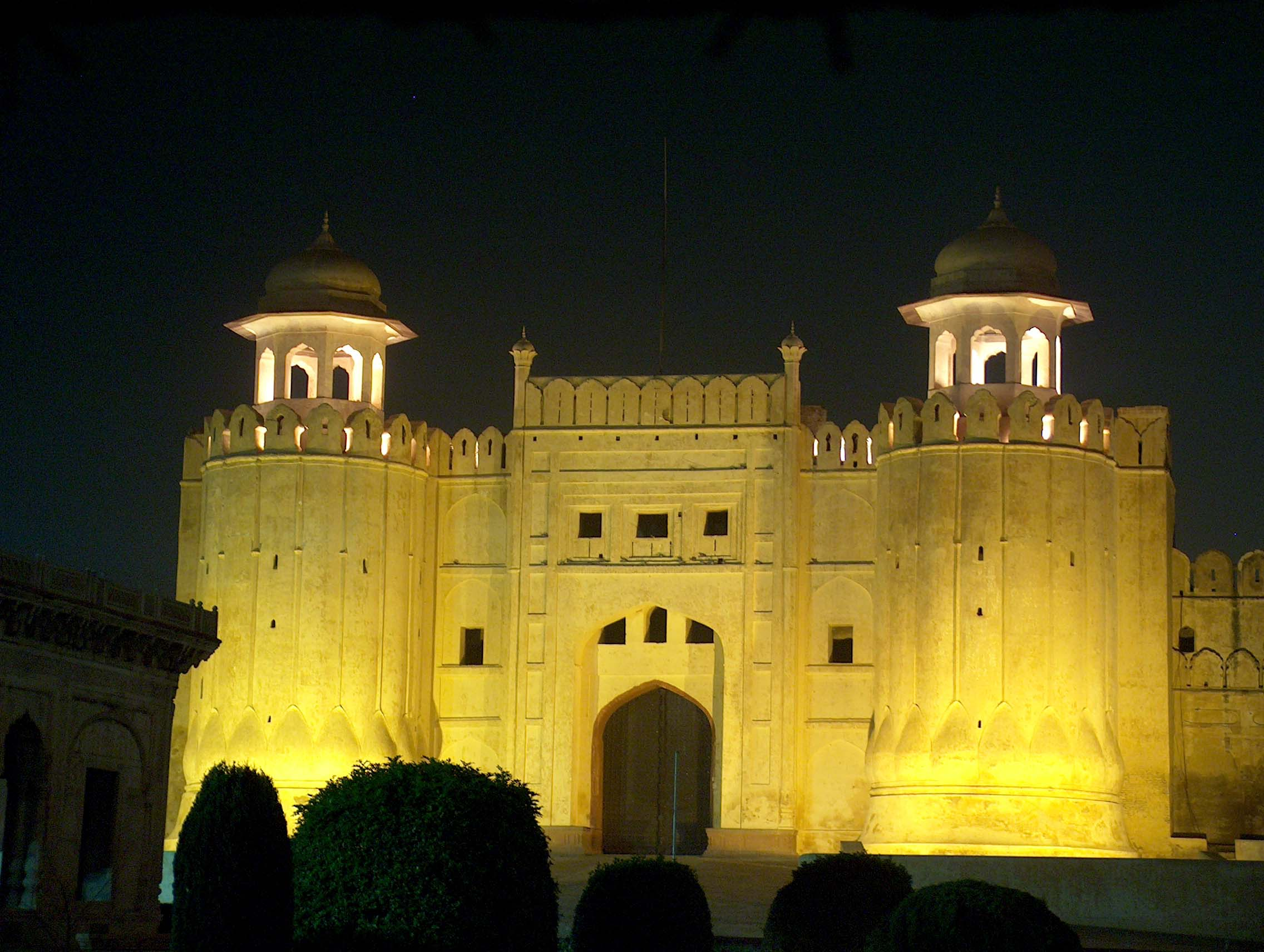
حصن لاهور ليلاً.
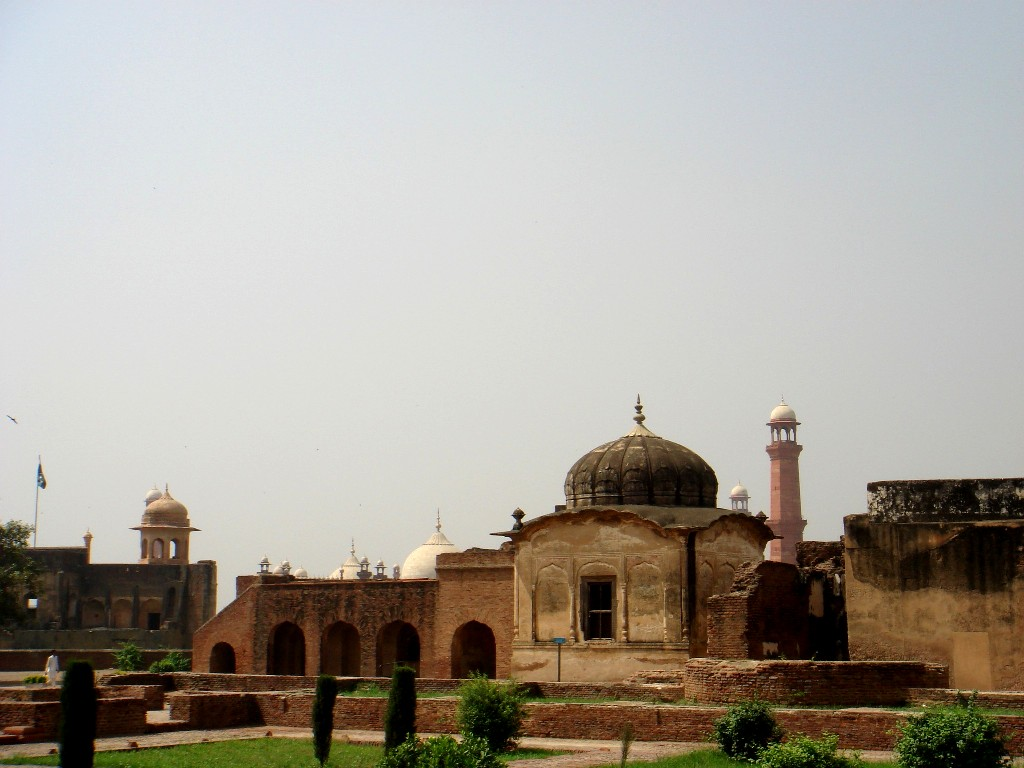
خانقاه قديم داخل الحصن
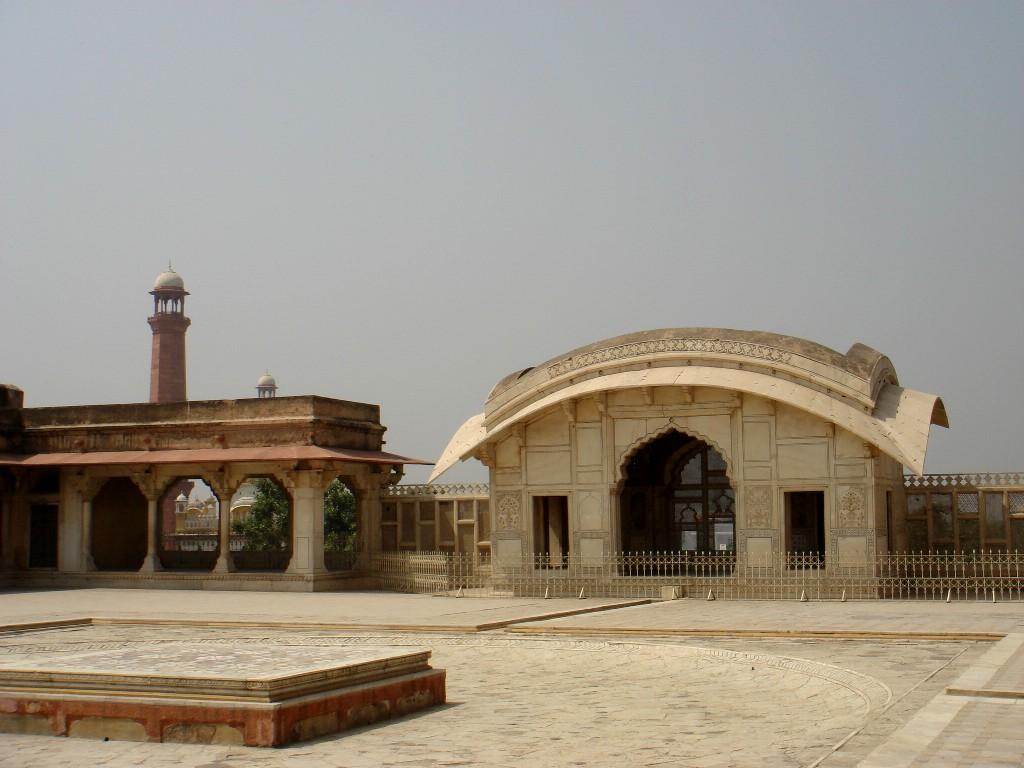
جناح نولاخا
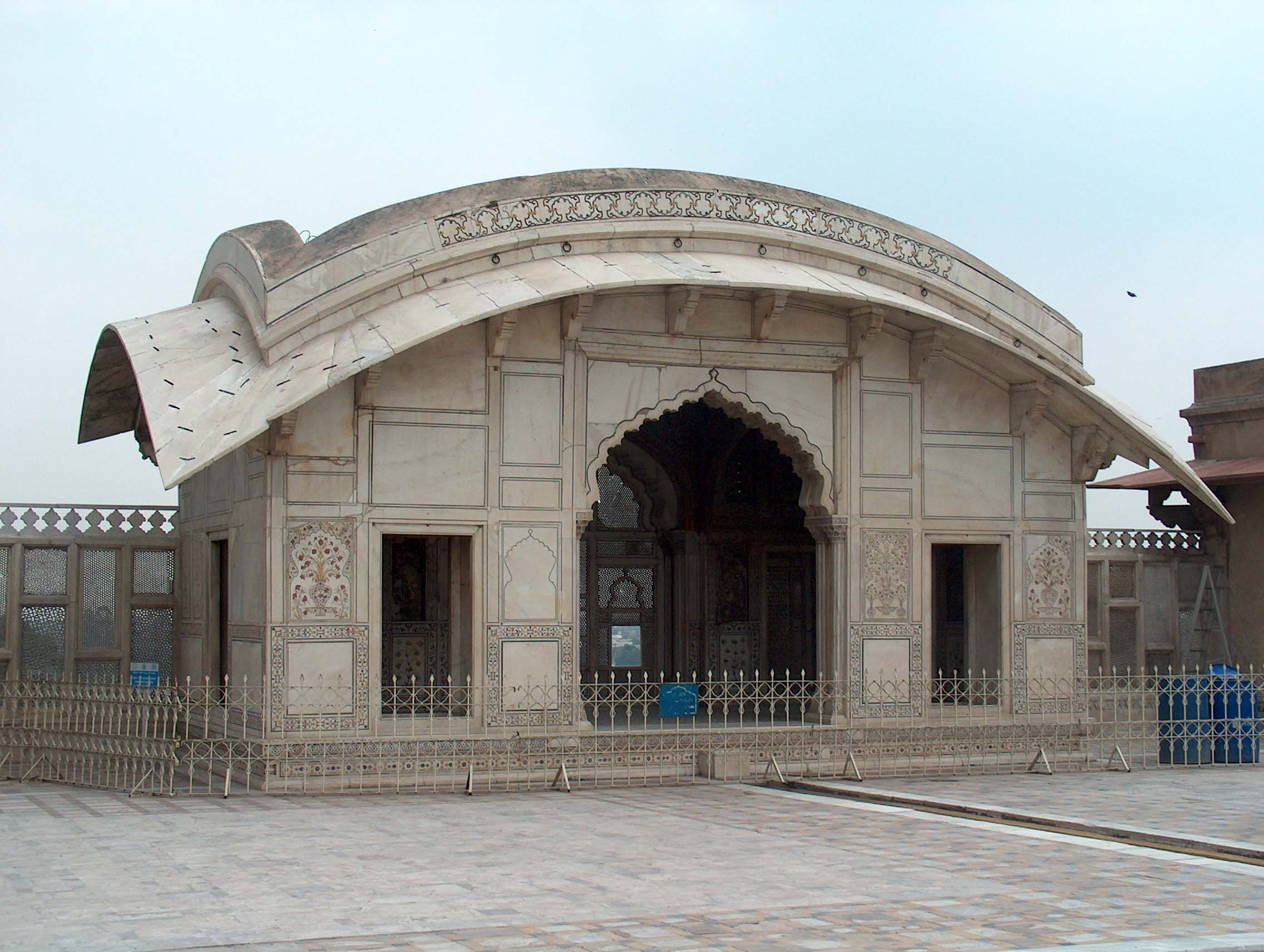
جناح نولاخا
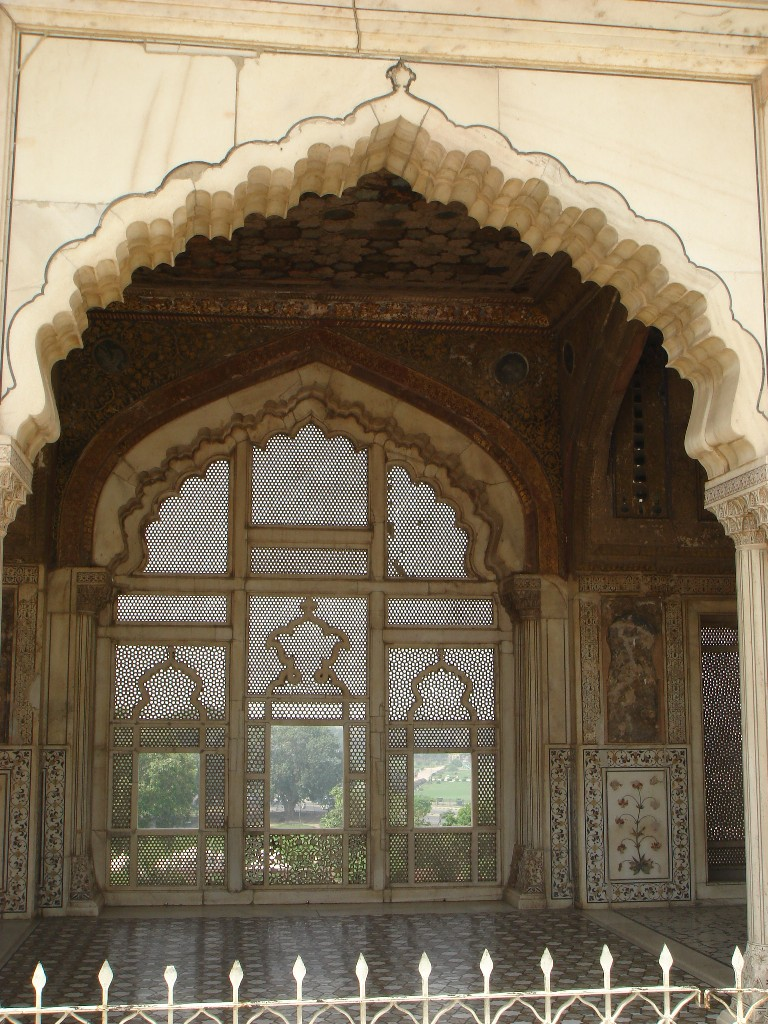
تفاصيل جناح نولاخا
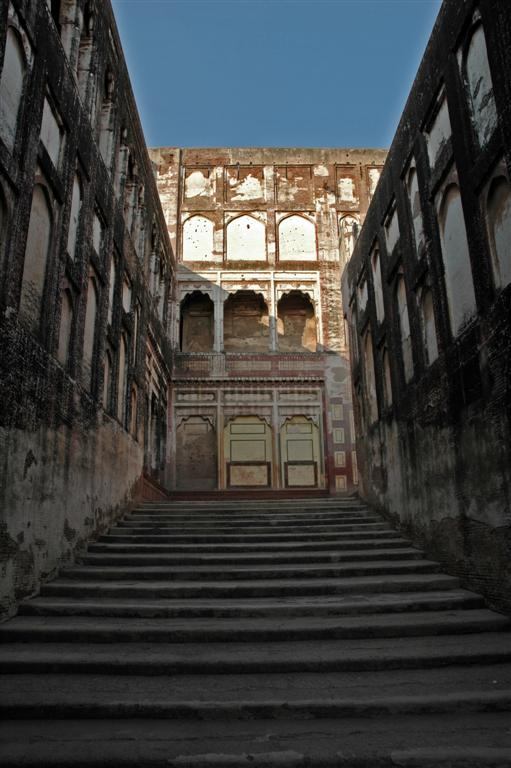
مدخل الفيلة
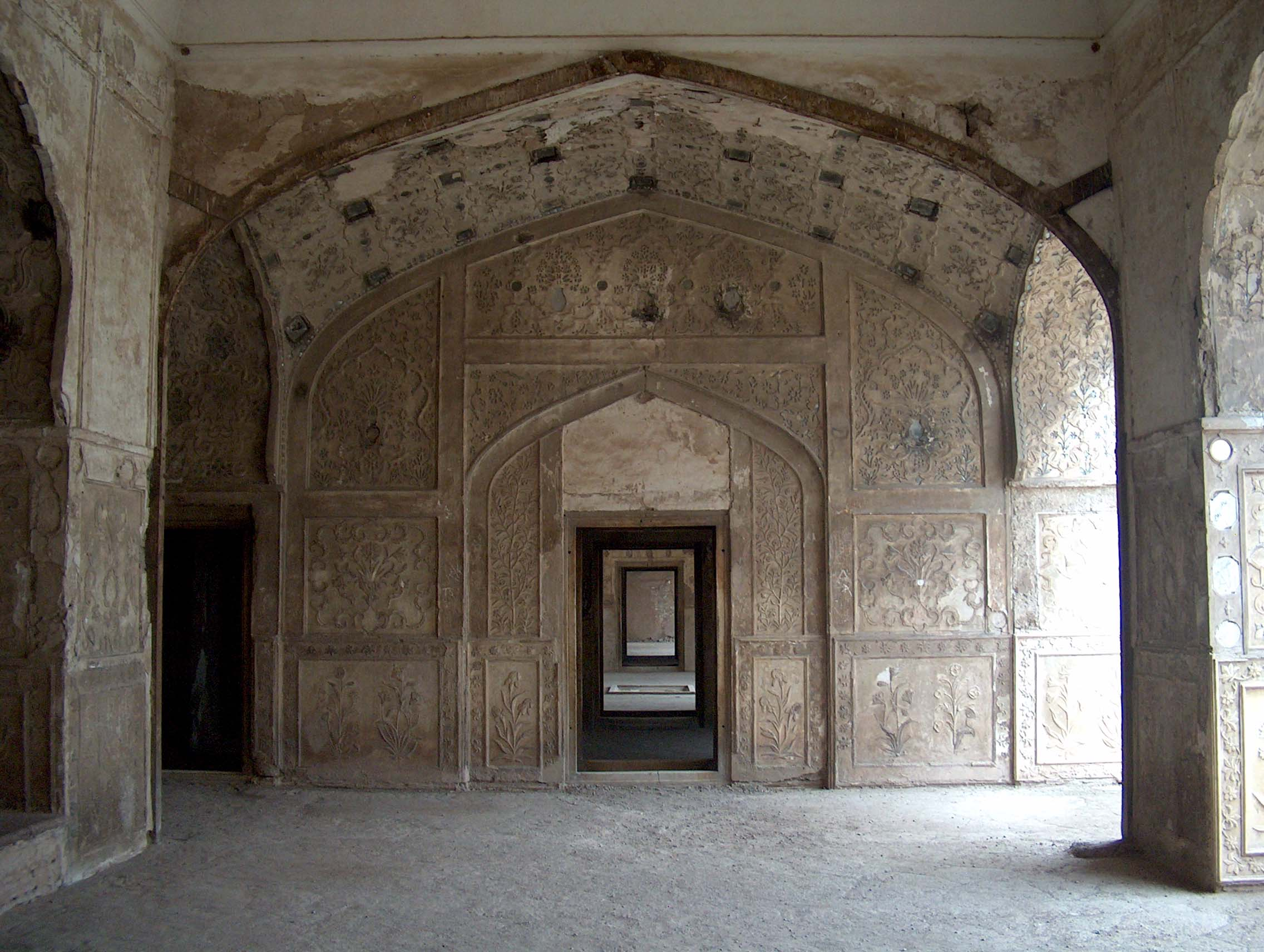
مداخل غرف النوم
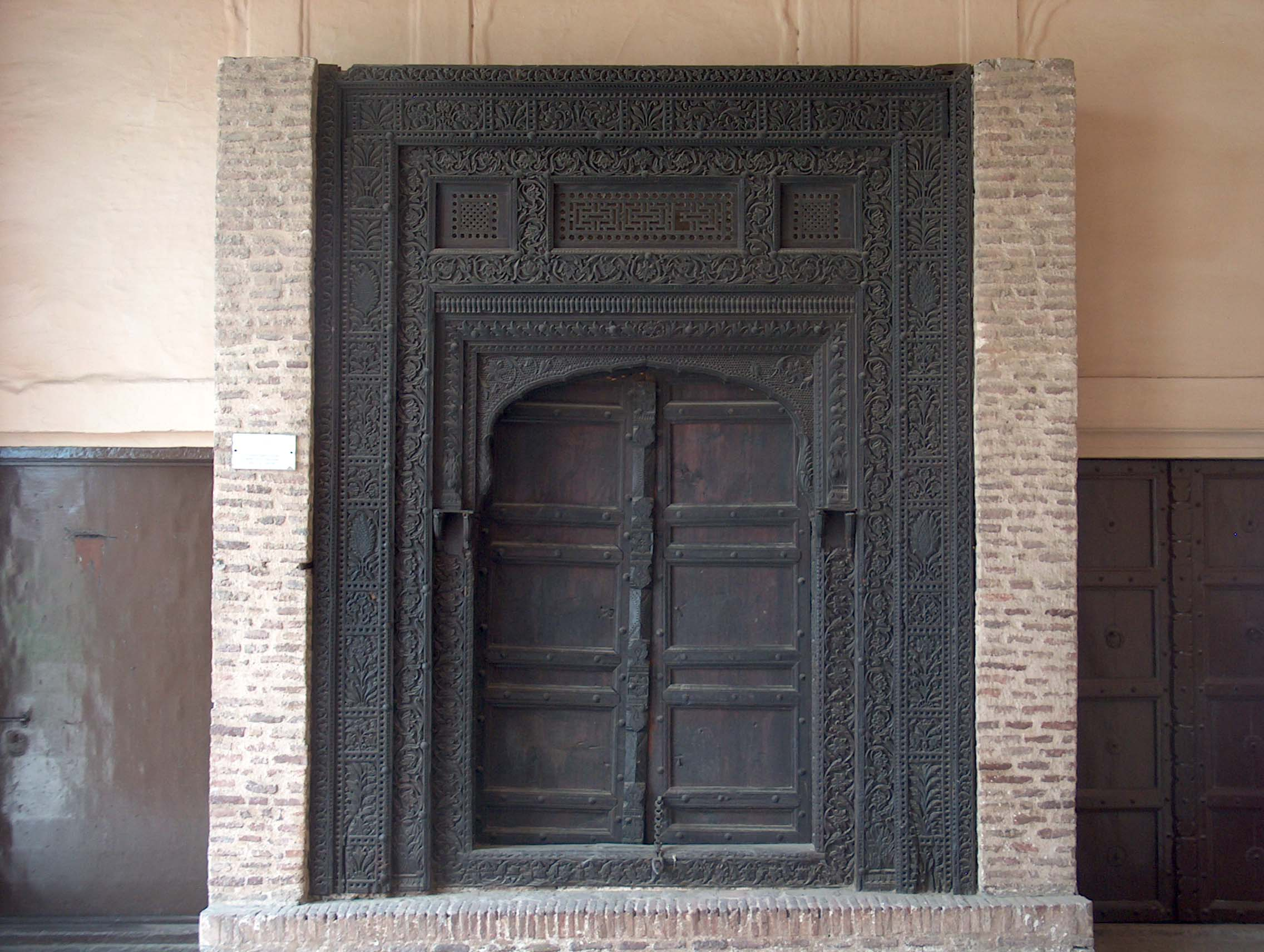
باب خشبي أسود
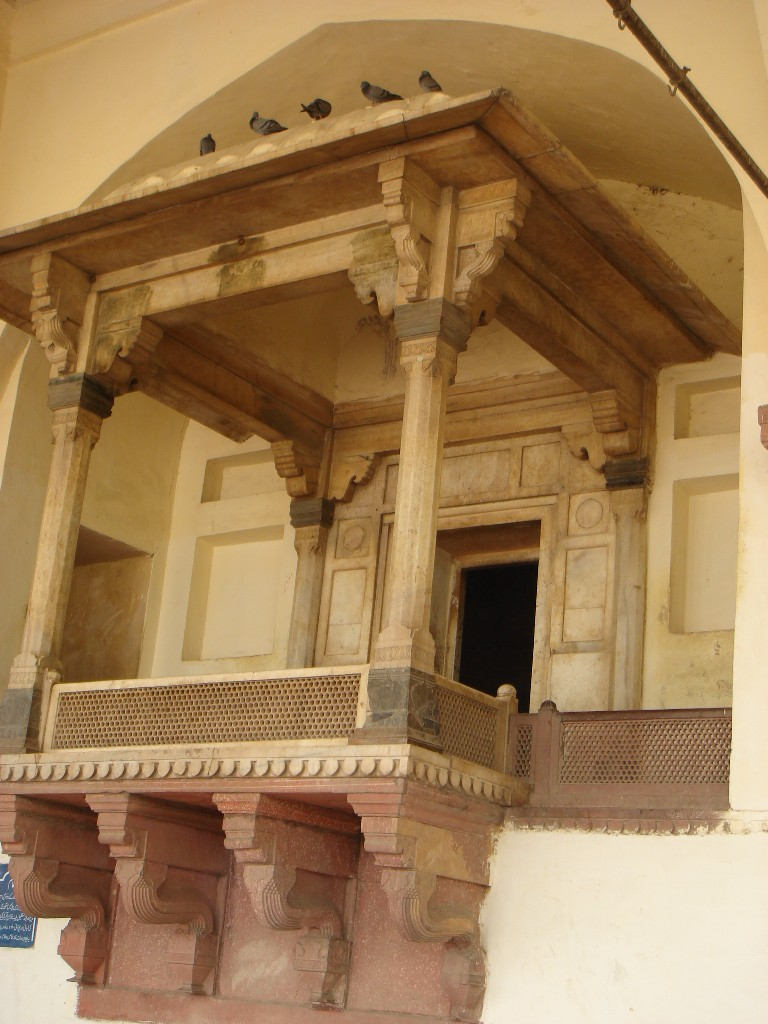
غرفة ملكية - جهاروكا-
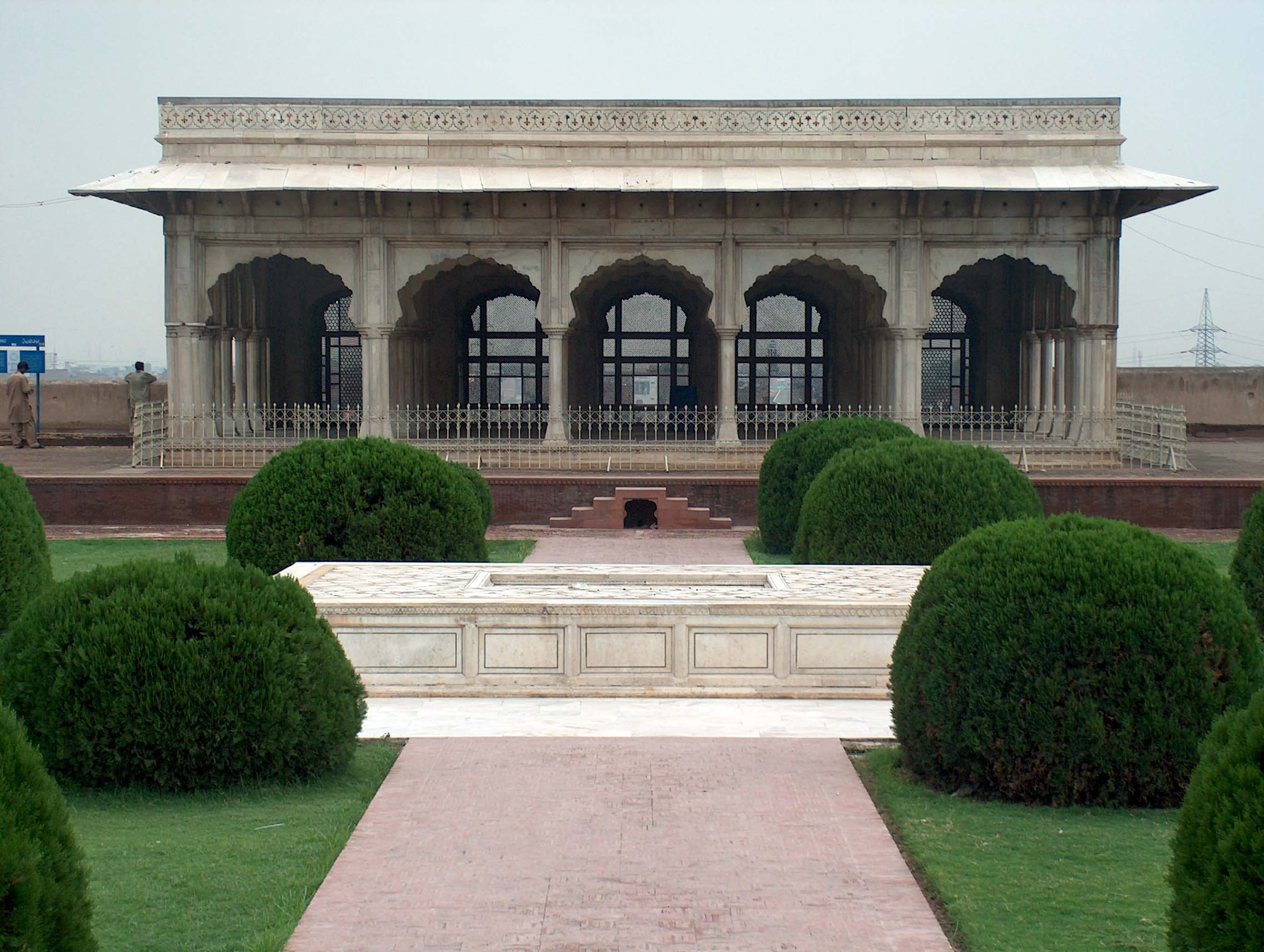
ديوان خاص: قاعة للجمهور الخاص
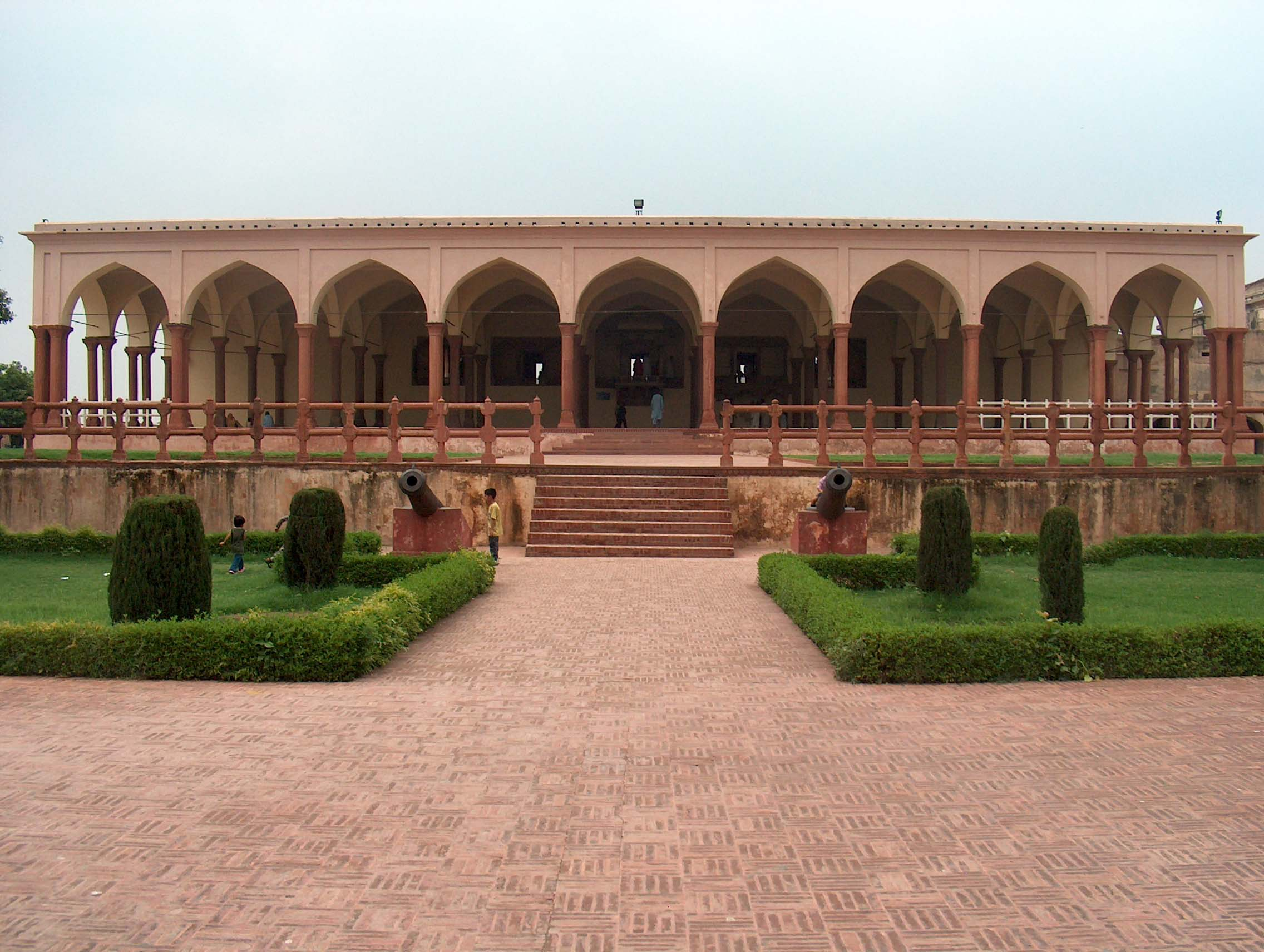
الديوان العام: قاعة الجمهور
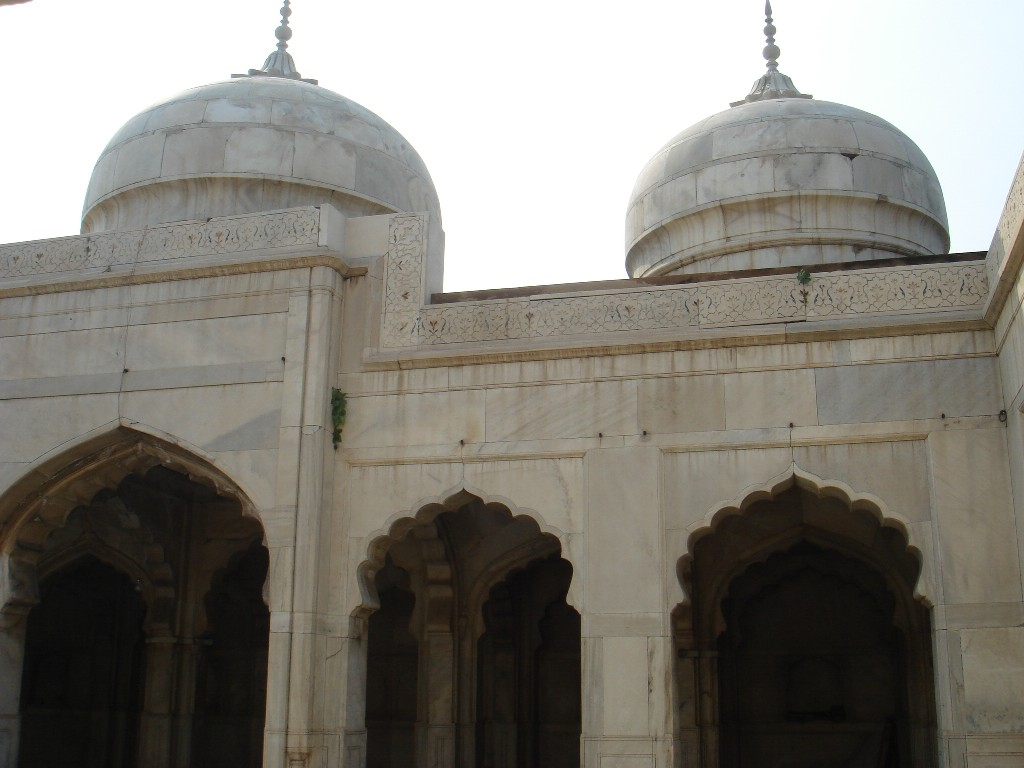
مسجد موتي
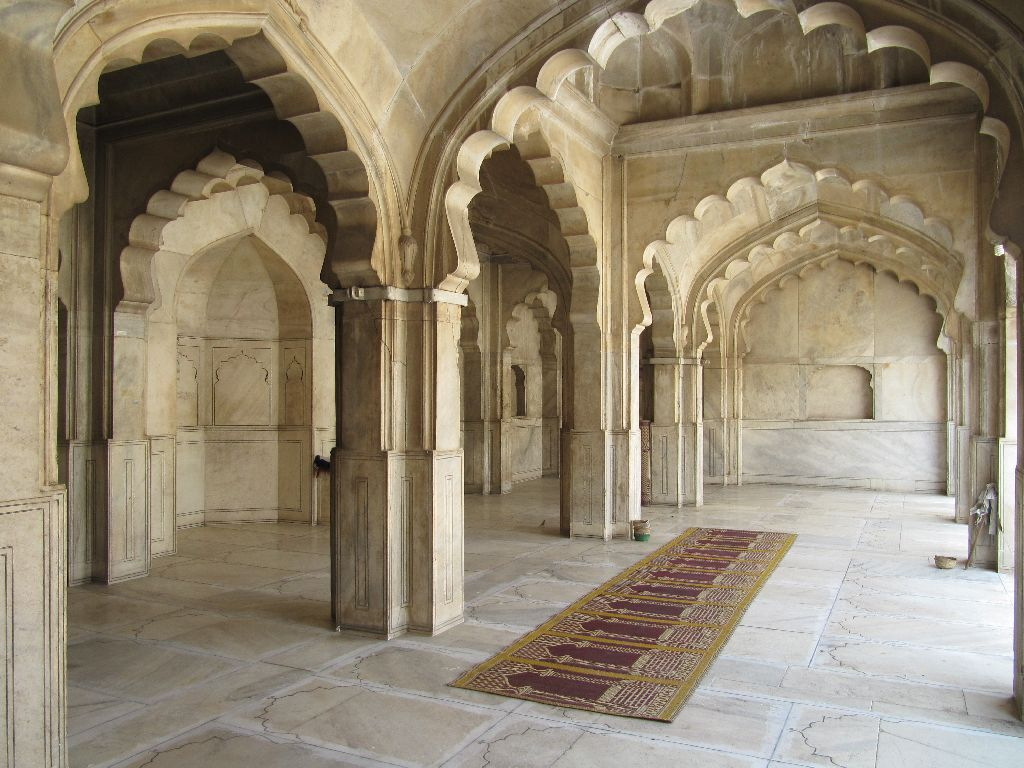
مسجد موتي داخلي
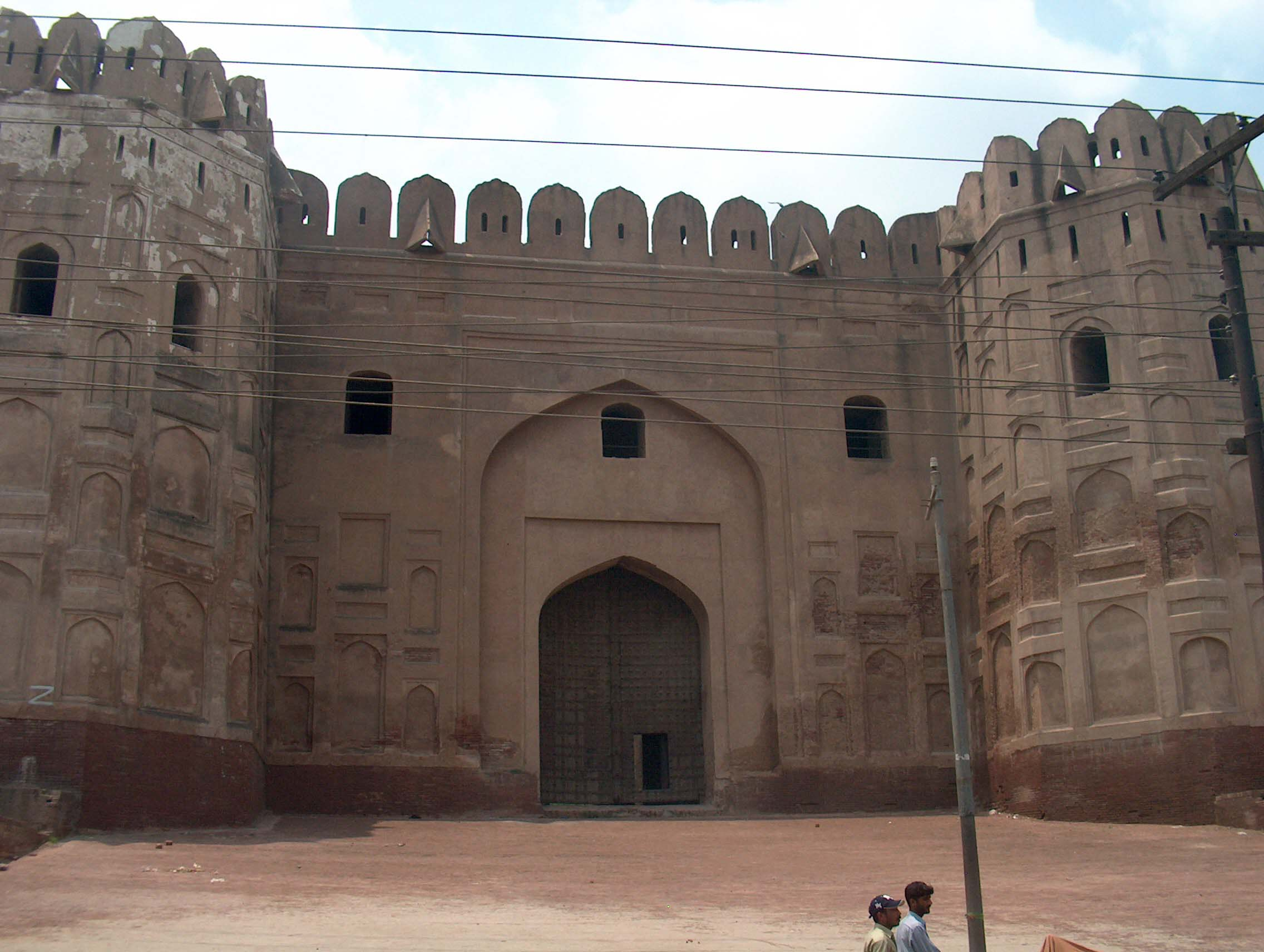
بوابة ماستي - مدخل جانبي
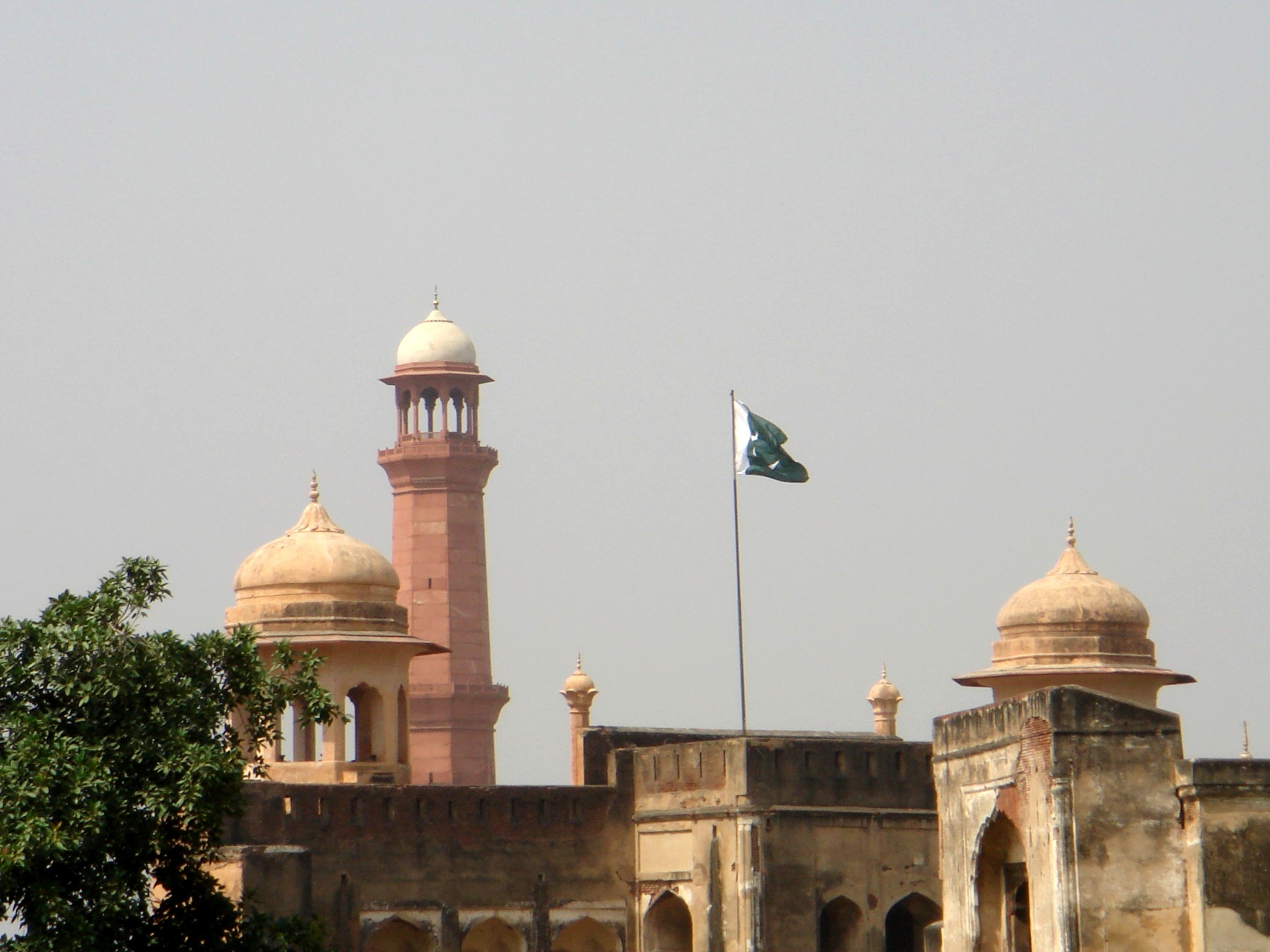
بوابة الأسوار
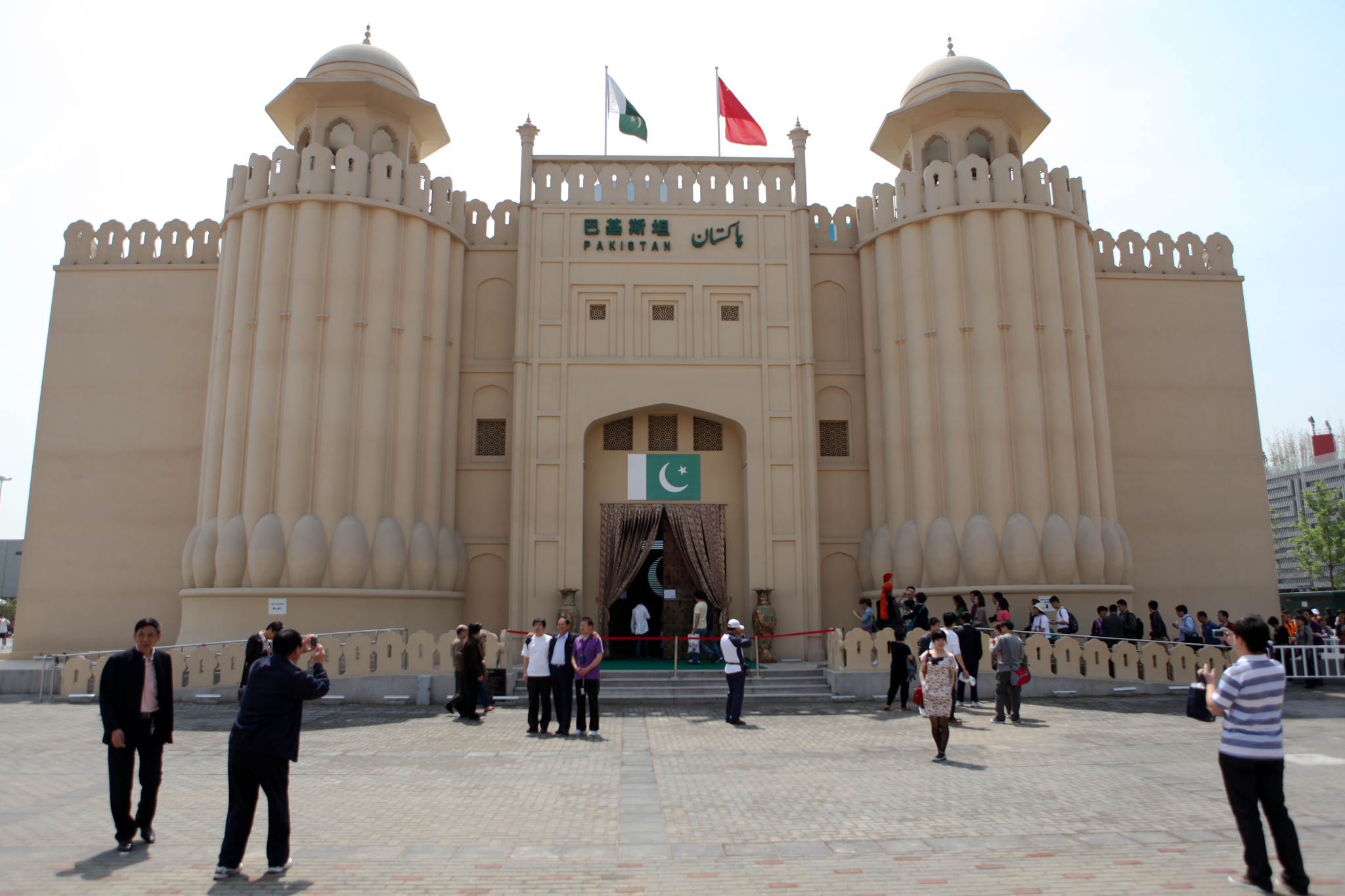
تم استخدام نسخة طبق الأصل من قلعة لاهور لتمثيل الجناح الباكستاني في معرض إكسبو 2010 في شنغهاي في الصين
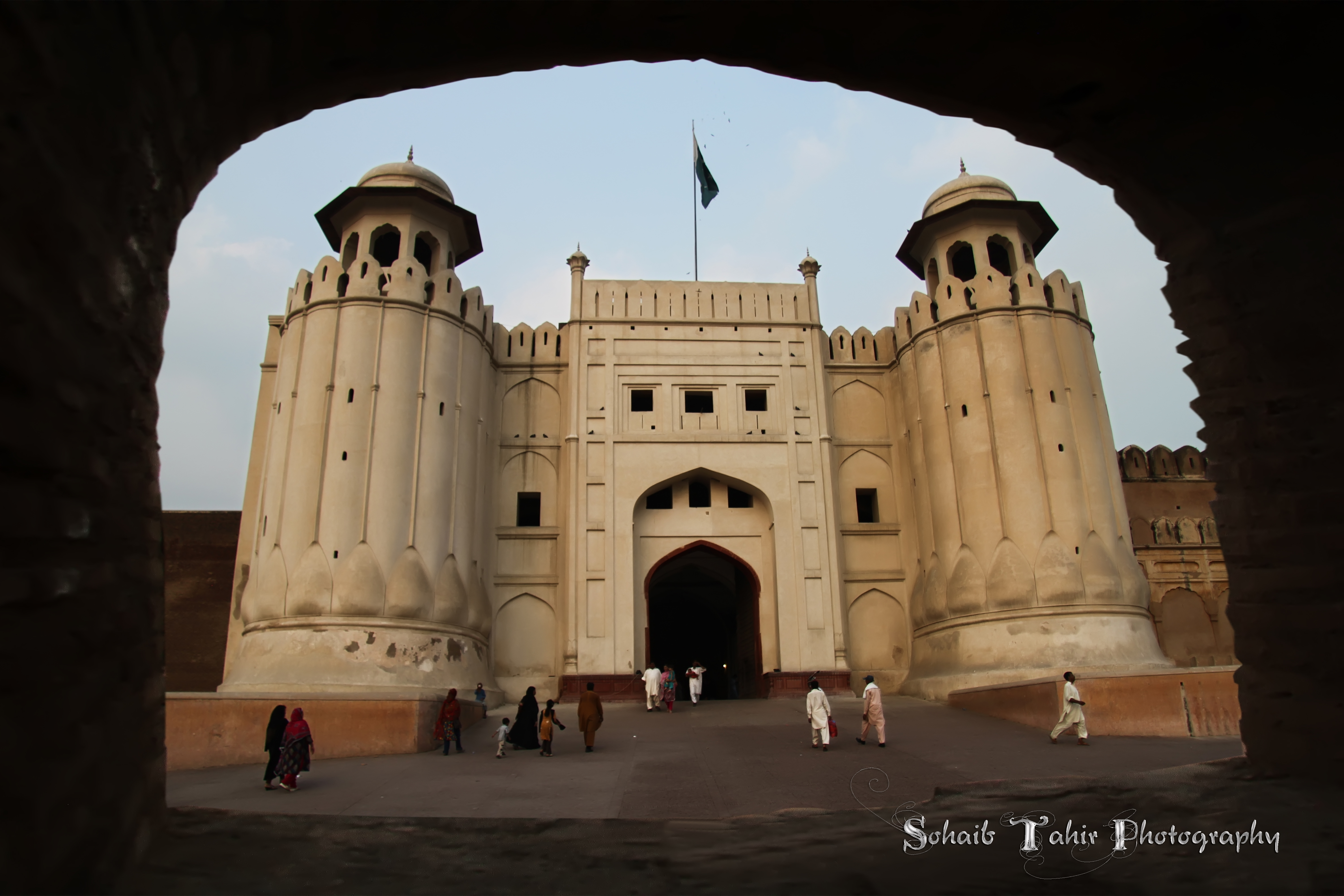
البوابة الرئيسية
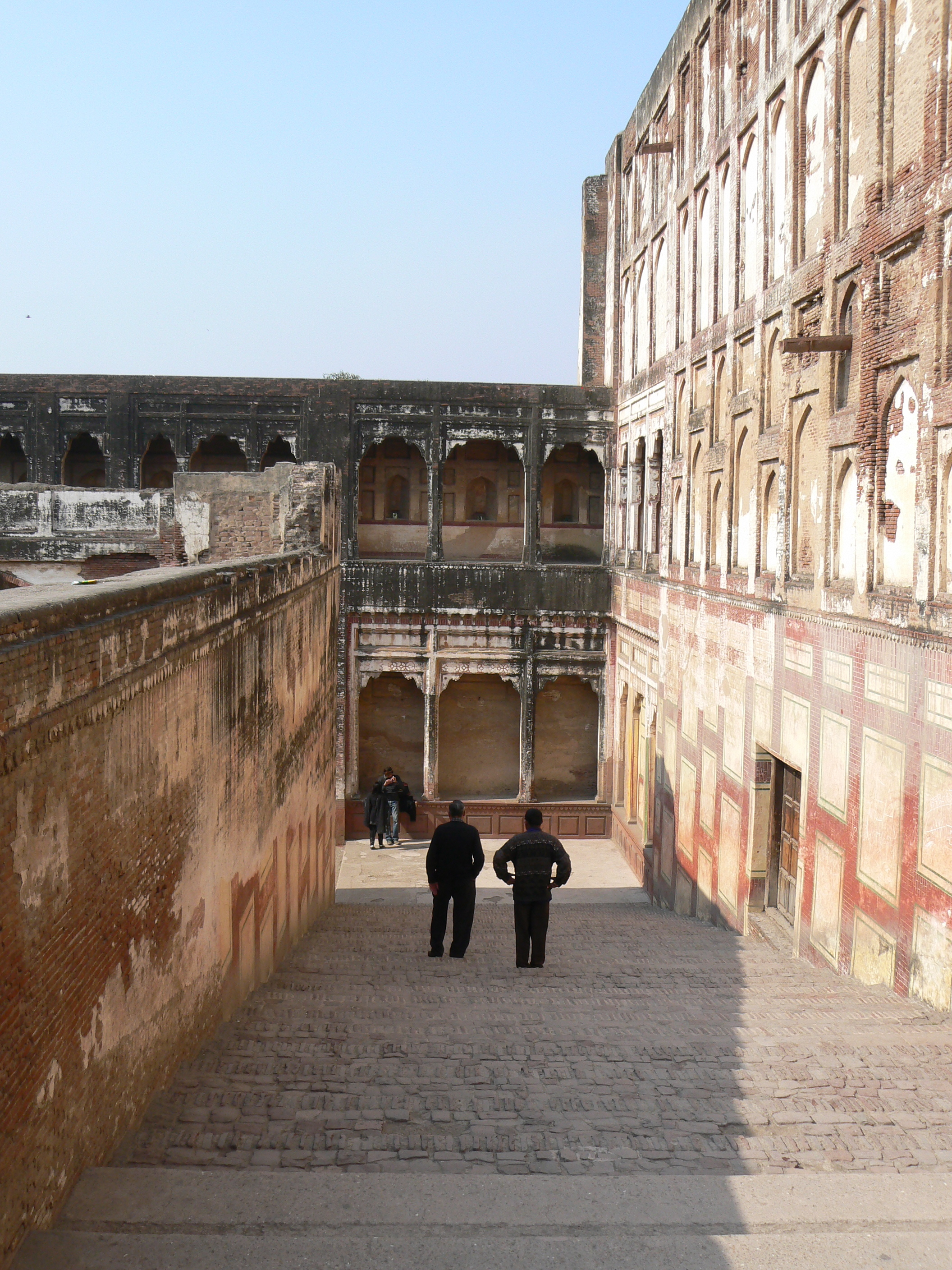
الأدراج
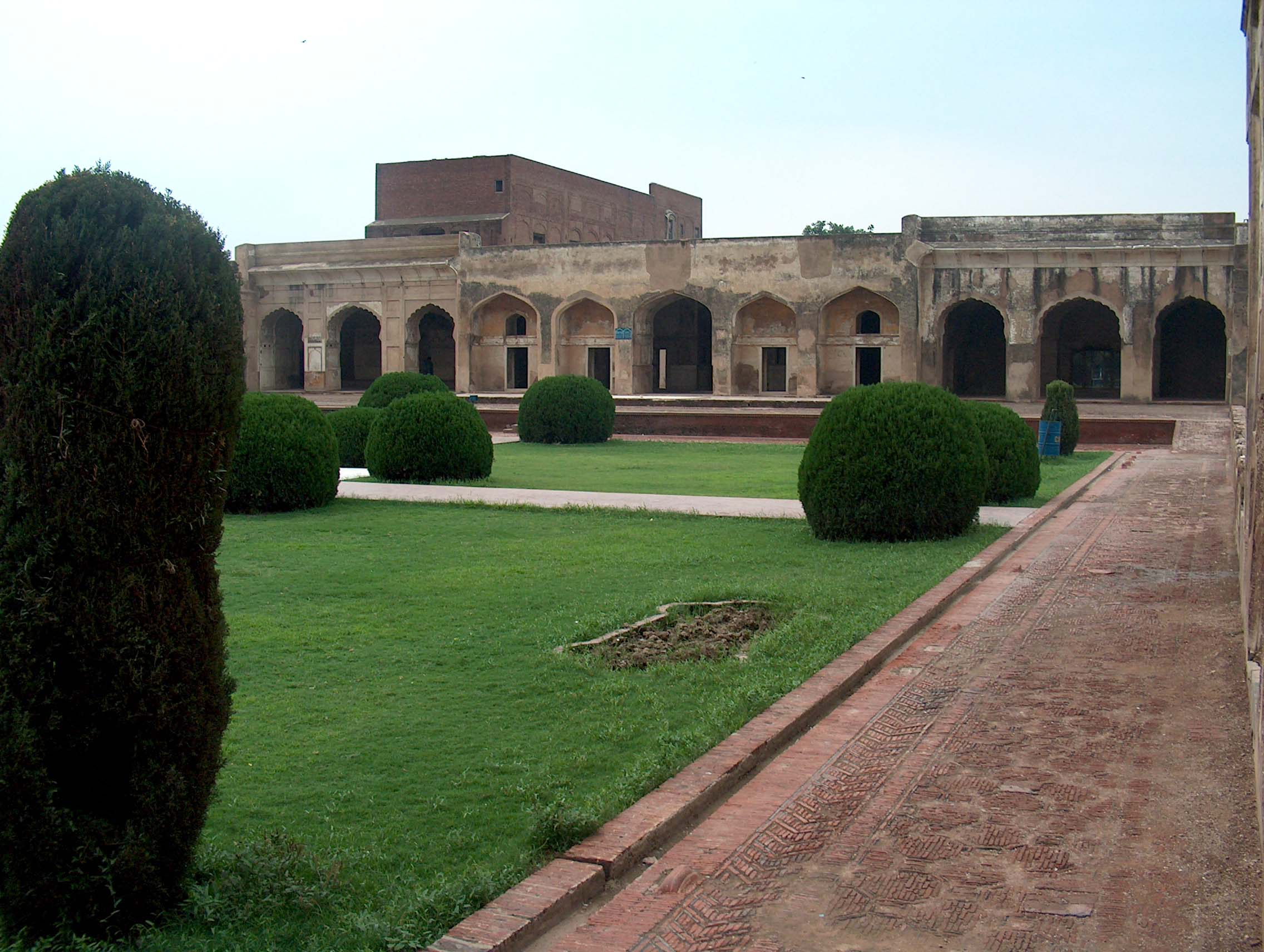
حجرات النوم المخصصة لشاه جاهان في الحصن
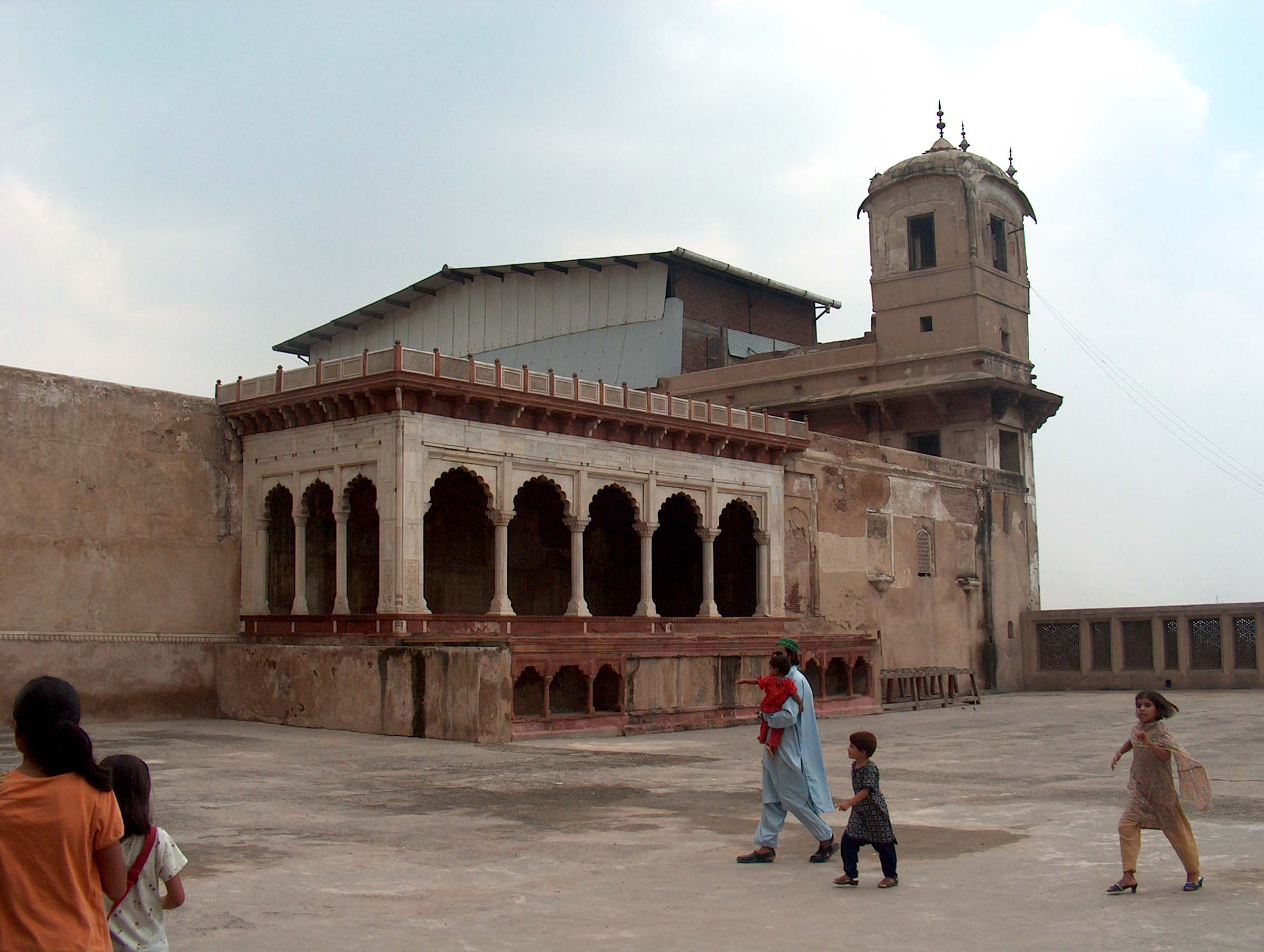
قصر لاهور المجاور لشيش محل
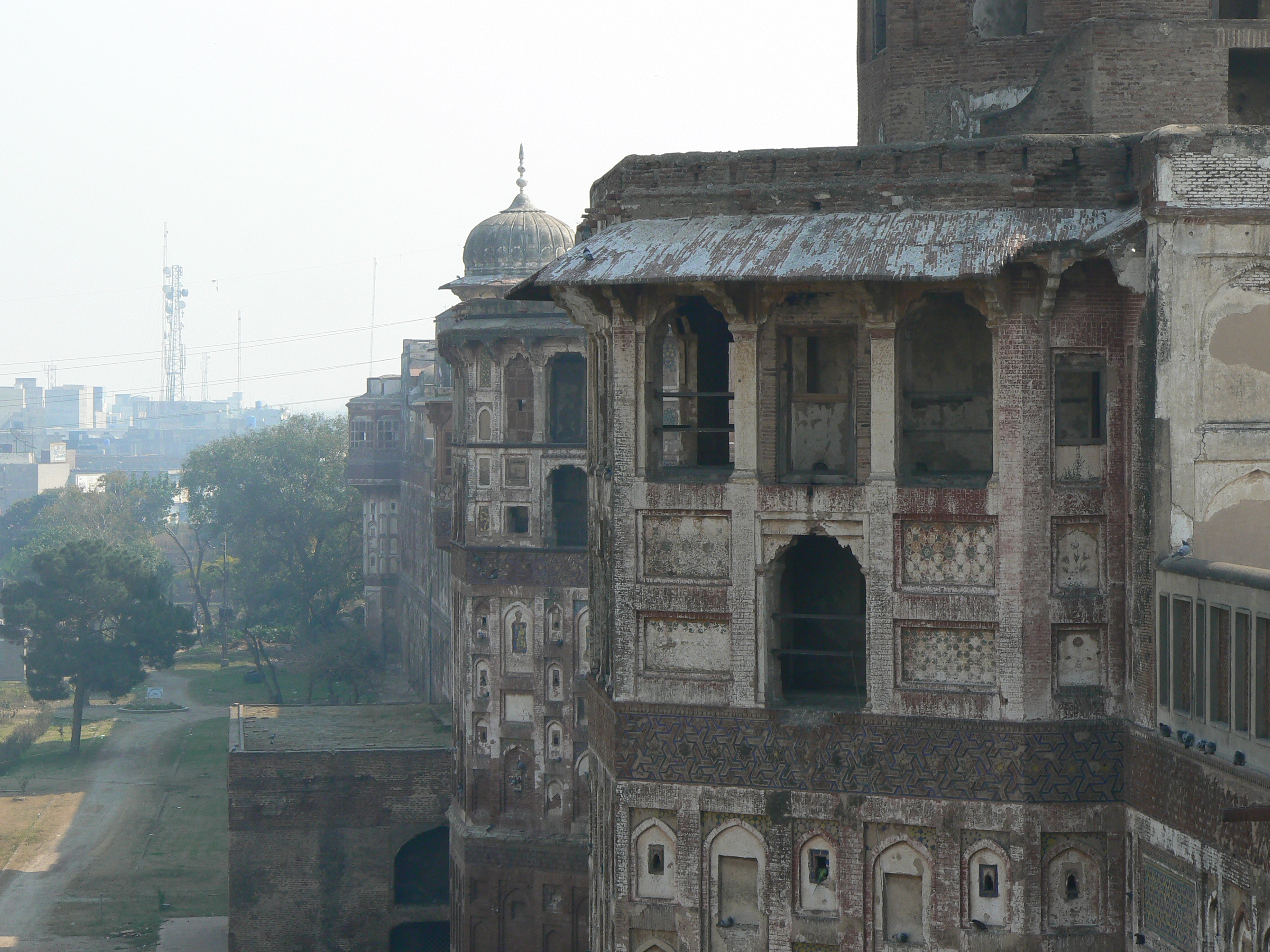
واجهة وأسوار الحصن

## قلاع مغولية أخرى
- لال قلعة
- قلعة أغرا